# 土崎ショッピングセンター

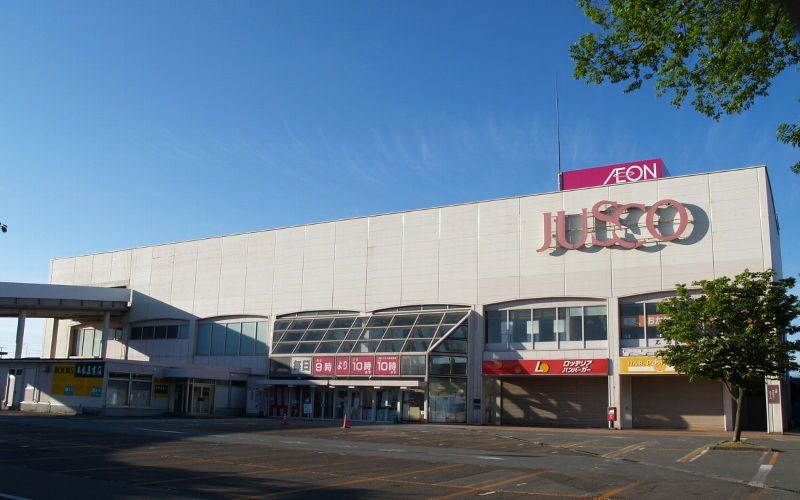
ジャスコ土崎港店時代（2009年6月）

土崎ショッピングセンター（つちざきショッピングセンター） は、秋田県秋田市土崎港南にあるイオン東北が運営を行っているショッピングセンター。核店舗は「イオン土崎港店」。

## 概要
秋田市土崎地区では、商店街が形成されていたものの、市中心部への買い物客の流出が問題となっていた。そうしたことから、1976年に県、市、商工会議所がコンサルタントに委嘱し土崎地区の商業診断を実施した所、土崎港中央一丁目・三丁目など一部を除く商店街は、旧態依然とした経営姿勢と体質改善の遅れに加え、零細店が多いため秋田駅や広小路などにある店のとの格差が大きいと指摘された。また、その状況を打開するため、土崎中心部に大型店の導入を提言したほか、大型店の誘致にあたっては、既存商店街に特段の配慮を講ずべきとも謳われた。
これを受け、当地にあった東北製綱が秋田市寺内に移転したことに伴い、その跡地に西奥羽ジャスコ（マックスバリュ東北の前身の一社）が出店を表明。その後、事業主体が西奥羽ジャスコからジャスコに変更。当時は、土崎地区に当店を含め「つるまい土崎店」（現在のイオン東北本社社屋）などが出店を表明しており、相次ぐ大型店の進出に地元商業関係者や地域住民からの反対もあったが、ジャスコ側が店舗面積の削減を受け入れ、1979年12月15日に秋田市土崎地区における初めての大型ショッピングセンターとして「土崎ショッピングセンター」（愛称としてサンポート土崎）がオープンした。当時の核店舗は「ジャスコ土崎港店」であった（1999年11月増床）。
秋田県におけるジャスコ店舗としては、「ジャスコ秋田店」（現：秋田オーパ）、「ジャスコ横手店」（2001年に閉店）に次ぎ、3店目の出店となる。1990年代までは、県内の旧ジャスコ店舗の売上では、「ジャスコ御所野店（現在のイオンスタイル御所野）」には及ばないものの、店舗面積における売上は県下一番店であった。
1990年代には秋田港付近の移転や2000年代には秋田市外旭川地区への移転話もあったが、移転によって現在の売上を維持できるかがネックとなり、計画はストップしている。また、2000年6月には近隣にあった秋田組合総合病院（現・秋田厚生医療センター）が秋田市飯島に移転したことにより、集客力の低下が懸念されたが、地域密着型の営業展開により大幅な売上低下は免れている。
2009年12月15日には開店30周年をむかえた。当日は漫画家倉田よしみが寄贈した「記念画」の除幕式と、地元住民やイオン岡田卓也名誉会長相談役、佐竹敬久知事などが出席し記念式典が行われた。東北地方の旧ジャスコ店舗では、サンロード青森の核店舗「イオン青森店」に次いで古い店舗になった。

## 歴代店長
初代店長は福原英典。その後、ジャスコ取締役東北事業本部長 や同社取締役開発本部長ホームワイド専務取締役、マックスバリュ西日本代表取締役社長 などを歴任。
3代目店長は敷中博。その後、イオン興産の第1号ショッピングセンター「イオン柏ショッピングセンター」の初代ゼネラルマネジャー やイオンモール取締役イオン高岡ショッピングセンターゼネラルマネジャー、下田タウン代表取締役社長などを歴任。
4代目店長は荻原久示。その後、タルボットジャパンやコックスの代表取締役社長、イオンリテール常務取締役を経て、トップバリュコレクション代表取締役社長などを歴任。
また、『なんとかしてよ、店長さん』や『どう答えるの?店長さん』の著書で知られる高橋晋がいる。

## 沿革
- 1979年（昭和54年）12月15日 - 「土崎ショッピングセンター」（サンポート土崎）オープン。一日店長として川津祐介が来店。
- 2001年（平成13年）8月21日 - ジャスコ株式会社がイオン株式会社に商号変更[10]。
- 2002年（平成14年）10月24日 - 「ジャスコ土崎港店」1階書籍売場を株式会社ブックバーンに移管。「未来屋書店土崎港」としてオープン[11]。
- 2003年（平成15年）7月27日 - 「ジャスコ土崎港店」1階化粧品売場から化粧クリームやローションなど約230点、計約114万円相当が盗まれる[12][13]。
- 2006年（平成18年）7月31日 - 秋田市とジャスコ土崎港店にて、災害時における応急生活物資の供給等に関する協定を締結[14]。
- 2007年（平成19年）11月8日 - 秋田県では第1号となるイオン銀行ATMを設置[15]。
- 2008年（平成20年）8月21日 - イオン株式会社の純粋持株会社移行により、イオンリテール株式会社が小売事業部門を継承[16]。
- 2009年（平成21年）12月15日 - ホテル大和にて開店30周年記念式典開催。
- 2010年（平成22年）2月16日 - 秋田県とイオンリテール株式会社東北カンパニー[注釈 3]にて､災害時における生活必需物資の供給に関する協定を締結[17]。
- 2011年（平成23年）
  - 3月1日 - 「ジャスコ土崎港店」を「イオン土崎港店」に改称。
  - 5月1日 - 近隣に所在する北都銀行土崎南支店を、当館内に移設。
  - 6月14日 - 秋田県とイオン株式会社にて、11項目からなる「連携と協力に関する包括協定」を締結[18][19]。
  - 6月30日 - 「あきた元気!WAON」の販売を開始[18]。
- 2016年（平成28年）
  - 3月13日 -  「そば一 イオン土崎港店」が閉店。
  - 7月15日 -  改装リニューアルオープン。
  - 7月20日 -  「Seriaイオン土崎港店」オープン。
- 2019年（平成31年）
  - 2月1日 - 北都銀行土崎南支店が、ブランチインブランチ方式により同行土崎支店に移転。
  - 3月20日 - 午前10時15分ごろ、「イオン土崎港店」2階南側トイレより煙が発生。消防車両16台が出動。天井裏の配電設備の一部がショートした可能性[20]。
- 2020年（令和2年）
  - 3月1日 - イオン東北株式会社発足に伴い、店舗の管理・運営および食品売場をイオン東北に移管。
  - 12月5日 - 正面側駐車場が拡張し、供用を開始。
- 2021年（令和3年）
  - 1月8日 - 暴風雪による停電発生のため臨時休業[21][22]。
  - 1月9日 - 営業再開[23]。
  - 9月1日 - イオン東北とイオンリテール東北事業本部の統合に伴い、「イオン土崎港店」衣料、住居余暇、H&BC各売場をイオン東北に移管[24][25]。
- 2023年（令和5年）
  - 7月15日 - 県内記録的大雨の影響により、17時にて全館閉店。
  - 7月16日 - 午前9時に全館営業を再開。
- 2024年（令和6年）
  - 1月31日 - 「ごはん処四六時中土崎港店」が閉店[26]。
  - 2月15日 - 「FACE土崎港店」が閉店。
  - 2月29日 - 「未来（みき）」が閉店[27]。
  - 8月31日 - 「未来屋書店土崎港」が閉店。
  - 9月20日 - ブレイキンの小中学生の全国大会で2連覇を果たした小学生に秋田臨港警察署の一日警察署長を委嘱。当店にて委嘱書交付式およびダンスを披露、買い物客に交通安全を呼びかけるチラシや反射材が入った袋を手渡す[28]。
  - 10月1日 - 秋田市のサービス提供エリア拡大[29]に伴い、「イオン土崎港店」にて、Woltによるデリバリーサービス提供を開始。
  - 11月15日 - 秋田臨港警察署員や地域の防犯協会会員にて、来店客に防犯キャンペーンのチラシを配布すると共に、従業員を対象に特殊詐欺被害防止に向けた声掛け訓練を実施[30]。
- 2025年（令和7年）
  - 1月9日 - 警察業務に協力（交通安全活動、免許返納をした高齢者の買い物支援）したとして、秋田臨港警察署からイオン土崎港店に感謝状を贈呈[31]。
  - 1月31日 - 2024年度秋田市エイジフレンドリーパートナー表彰式が秋田市役所にて行われ、イオン土崎港店が優秀賞を受賞[32]。
  - 2月28日 - 「ロッテリア 秋田土崎イオン店」が閉店。
  - 4月6日 - 民謡歌手・藤原美幸に秋田臨港警察署の一日警察署長を委嘱。当店にて委嘱書交付式および民謡教室の教え子たちとともに秋田音頭など3曲を披露、交通安全を呼びかける[33]。

## おもなテナント

### 1F
- かおる堂
- ATM
  - イオン銀行ATM管理店イオン土崎港店出張所
  - 秋田銀行土崎支店イオン土崎港店出張所
  - 北都銀行土崎支店イオン土崎港店出張所

### 2F
- グリーンボックス土崎港店
- スクールショップ佐々市
- モリタ
- メガネの平川
- セリア
- 赤玉